# Puto subericola
Puto subericola är en insektsart som först beskrevs av Vayssiere 1927.  Puto subericola ingår i släktet Puto och familjen ullsköldlöss.
Artens utbredningsområde är Marocko. Inga underarter finns listade i Catalogue of Life.